# ارتوکلاز
ارتوکلاز (به انگلیسی: Orthoclase) یا راست‌شکست، یکی از کانی‌های سری فلدسپات‌های پتاسیم دار است و با کانی‌های این گروه پلی‌مورف است. اورتوکلاز در دمای متوسط شکل می‌گیرد و در بین محدوده پایداری اورتوکلاز و سانیدین. در دمای ۴۰۰ درجه سانتیگراد و پایینتر میکروکلین ساختار پایدار است.
ارتوکلاز در سنگهای نفوذی که در دمای متوسط و نسبتاً سریع سرد شده‌اند مشاهده می‌شود. ارتوکلاز در سنگ‌های نفوذی فلسیک (پلوتونی) متداول است و معمولاً به همراه کوارتز یا نفلین می‌باشد ارتوکلاز معمولاً با میکروکلین دیده می‌شود اگر چه میکروکلین ظاهراً فاز حرارت پائین پایدارتر است و در توده‌های نفوذی قدیمی تر (پرکامبرین) است و ارتوکلاز بیشتر در توده‌های نفوذی جوان‌تر دیده می‌شود ارتوکلاز کانی مشخص سینیت‌ها است (معمولاً به صورت میکرو پرتیت ظاهر می‌شود).
در سنگ‌های آتشفشانی، سانیدین فلدسپات آلکالی متداول است اما ارتوکلاز ممکن است در بعضی از سنگ‌های سیلیسی حرارت پائین نیز یافت شود.
در سنگ‌های دگرگونی میکروکلین بیشتر از ارتوکلاز متداول است ارتوکلاز مخصوص سنگ‌ها ی درجه پایین است میکرو پرتیت ارتوکلاز، بیشترین مشخصه گنایس‌های درجه بالا و گرانولیت‌ها است که ممکن است دارای رنگ تیره باشد.
در سنگ‌های رسوبی ارتوکلاز به صورت دانه‌های تخریبی نسبتاً «پایدار است و ارتوکلاز درجازا یا خودزا (احتمالاً آدولر) ممکن است در هسته ارتوکلاز یا میکروکلین در حین رسوبگذاری رشد کند.